# Juegos de invierno
Juegos de invierno es una obra de teatro en dos actos y un epílogo de Jaime Salom, estrenada en 1964.

## Argumento
Esta comedia dramática retrata la vida de un grupo de ancianos que permanecen año tras año (invierno tras invierno) encerrados en una residencia contemplando el inevitable paso del tiempo hasta que un buen día piensan que eso puede cambiar llegando a detener el inexorable paso del tiempo contratando para ello a un médico....

## Estreno
- Teatro Beatriz, Madrid, 1 de febrero de 1964.
  - Dirección: Cayetano Luca de Tena.
  - Escenografía: Emilio Burgos.
  - Intérpretes: Guillermo Marín , Mari Carmen Prendes , Amparo Baró , Erasmo Pascual, Fernando La Riva, Nicolás Perchicot, Fernando Marín, Ángeles Puchol.

## Versión para televisión
- Novela, Televisión española, 6 de noviembre de 1967
  - Adaptación: Ricardo López Aranda.
  - Realización: Pilar Miró.
  - Intérpretes: Lola Herrera, Alfonso del Real, Ana María Noé, Mariano Ozores.